# TRUE BLUE (LUNA SEAの曲)
「TRUE BLUE」（トゥルー・ブルー）は、LUNA SEAの4枚目のシングル。1994年9月21日発売。

## 解説
「ROSIER」に続く、4thアルバム『MOTHER』の先行シングル。バンド初のオリコンシングルチャート1位を獲得。デビュー時からのノンタイアップを貫き通してのオリコン1位獲得に対して、SUGIZOは「今までの俺等とファンの子たちが正しかったことの証明」と形容した。

## 収録曲
全作詞・作曲・編曲：LUNA SEA
1. TRUE BLUE
J原曲。
曲の最後はフェードアウトとともにノイズに埋め尽くされて終わる。SUGIZOは、この曲が「本当はノイズだらけ」であり、「ノイズをたくさん重ねると自然にそれが浮遊感とかキレイに聴こえたりして、感情が行っちゃってて音程にならないという感じ」になると語っている[3]。
2. FALLOUT
J原曲。
曲名は日本語で「死の灰」の意。8分の6拍子の楽曲で、演奏時間は7分を越える。ボーカルには終始歪んだエフェクトがかかっている。

## 収録アルバム
- TRUE BLUE
  - MOTHER
  - SINGLES
  - PERIOD 〜THE BEST SELECTION〜
  - LUNA SEA COMPLETE BEST
  - LUNA SEA 3D IN LOS ANGELES
  - LUNA SEA COMPLETE BEST -ASIA LIMITED EDITION-
  - LUNA SEA 25th Anniversary Ultimate Best -THE ONE-
  - NEVER SOLD OUT 2
- FALLOUT
  - SINGLES

## カバー
- BLOOD STAIN CHILD - 3rdアルバム『IDOLATOR』（2005年8月18日発売）に収録。